# Nueva Esperanza, Hidalgo
Nueva Esperanza är en ort i Mexiko.   Den ligger i kommunen Zempoala och delstaten Hidalgo, i den sydöstra delen av landet, 80 km nordost om huvudstaden Mexico City. Nueva Esperanza ligger 2 351 meter över havet och antalet invånare är 356.
Terrängen runt Nueva Esperanza är platt norrut, men söderut är den kuperad. Runt Nueva Esperanza är det ganska tätbefolkat, med 83 invånare per kvadratkilometer. Närmaste större samhälle är Pachuca de Soto, 14,9 km norr om Nueva Esperanza. Trakten runt Nueva Esperanza består till största delen av jordbruksmark.